# Саак Мрут
Саак Мрут (арм. Սահակ Մռուտ), также Апикуреш (арм. Ապիկուրեշ) — армянский богослов, видный церковный деятель IX века.

## Биография
Был епископом гавара Ашунк провинции Тайк. Из-за гонений грузинской церкви против армян-монофизитов был вынужден переселиться в Ширак, в новосозданную столицу Армении — Ширакаван. Именно в это время получил прозвище Мрут (от груз. მრუდი, мруди — нечестивый). Известен своим письмом Фотию Константинопольскому, написанным в 882 году в ответ на послание Фотия армянскому архонту архонтов Ашоту Багратуни, по приказу последнего. «Письмо Фотию» по сути является богословско-полемическим сочинением, где автор защищает концепции армянской церкви и отвергает решения Халкидонского собора, одновременно подтверждая преданность Ашота Багратуни Византийской империи. Сохранились ещё три сочинения Мрута. Помимо авторских трудов, сообщений, касательно жизни и деятельности Мрута, можно найти у многих армянских историков, в частности, у Киракоса Гандзакеци, Вардана Аревелци, Степаноса Таронеци, Мхитара Айриванеци.

## Труды и издания
- «Ответ письму Фотия, написанный армянским вардапетом Сааком по приказу армянского архонта архонтов Ашота» (арм. «Պատասխանի թղթոյն Փոտայ գրեալ Սահակայ հայոց վարդապետի հրամանաւ Աշոտայ իշխանաց իշխանի հայոց») — издан в 1968 году[6]
- «Доказательство истинной православной веры армян» (арм. «Բացայայտութիւն ճշմարիտ ուղղափառ դավանութեան Հայաստանեայց») — издан в 1994 году[7]
- безымянный труд анти-халкидонского содержания. Труд утерян, сохранился небольшой фрагмент, изданный вместе с «Доказательством»[8]
- безымянный труд, не издан. Хранится в библиотеке монастыря св. Иакова в Иерусалиме, рукопись № 1875 (1682 год). В нём защищается и объясняется армянская традиция матаха.

Комментарии
1. ↑  традиционно считалось, что труд Мрута был написан в ответ на «Письмо Фотия к Захарию — католикосу Великой Армении» Архивная копия от 12 октября 2013 на Wayback Machine (см. Ter-Mikelian, 1861), однако это мнение сейчас опровергнуто и данный труд, приписанный Фотию, признан неаутентичным (см. Dorfmann-Lazarev, 2002)